# フニン県
フニン県（フニンけん、スペイン語: Región Junín）は、ペルーの中央高地にある県である。
その中心地はワンカヨである。

## 地理
この県にはきわめて異質な地形(en)がある。リマ県との県境近くに位置する西の山脈は、山頂が雪や氷で覆われている。東には、標高の高い台地（アルティプラーノ）で終わる高地の氷河の谷がある。フニン高原 (Junín Plateau) はラ・オロヤ (en) 市とセロ・デ・パスコ市の間に位置している。
県の人口の多くは、ワンカベリカ県との県境まで広がるマンタロ谷 (en) に集中している。東の方、熱帯雨林の寸前には、きつく傾斜した山腹に、高度の低い雲の下の森林によって覆われた、狭くて深い峡谷が数多くある。
ワイタパヤーナ山群は県の南の中央部にある。この山群に、この地域で地震が発生する原因となる大断層が存在する。
高地のジャングル、そして、Tulumayo川とPaucartambo川、ペレネー川(en)、エネ川(en)の浸食によって形をつくられたとても長い谷が、県の東部にある。
ペルー国内で最も大きな湖、フニン湖(en)は、パスコ県に属する北端部を除き、フニン県内にある。トロモチョ山も県内にある。

### 隣接地域
フニン県は北においてはパスコ県、北東においてはウカヤリ県、東においてはクスコ県に接している。マンタロ川(en)は、南でアヤクーチョ県とワンカベリカ県との県境となる。そして、西においてはリマ県との県境となる。

## 気候
フニン県の年間平均気温は摂氏13.1度（華氏56度）、最高気温は摂氏17度（華氏62度）、最低気温は摂氏0度（華氏32度）である。
雨季は11月から4月まで、熱帯地域では12月から3月まで続く。

## 行政区画
行政区画は9つの郡（英語：provinces。スペイン語：provincias、単数：provincia）に分けられる。それらは123の地区（英語：districts。スペイン語：distritos、単数：distrito）から構成される。
郡は以下の通りである。
|   | 郡名        | 中心地     | 図 |
| - | ----------- | ---------- | -- |
| ■ | Chanchamayo | La Merced  |    |
| ■ | Chupaca     | Chupaca    |    |
| ■ | Concepción  | Concepción |    |
| ■ | Huancayo    | Huancayo   |    |
| ■ | Jauja       | Jauja      |    |
| ■ | Junín       | Junín      |    |
| ■ | Satipo      | Satipo     |    |
| ■ | Tarma       | Tarma      |    |
| ■ | Yauli       | La Oroya   |    |